# Sulzbach (Taunus)
Sulzbach is een gemeente in de Duitse deelstaat Hessen, en maakt deel uit van de Main-Taunus-Kreis.
Sulzbach telt 9.170 inwoners.

## Geschiedenis
Sulzbach was tot 1803 een rijksdorp.
Bad Soden am Taunus · Eppstein · Eschborn · Flörsheim am Main · Hattersheim am Main · Hochheim am Main · Hofheim am Taunus · Kelkheim · Kriftel · Liederbach am Taunus · Schwalbach am Taunus · Sulzbach